# Sport und NS-Außenpolitik

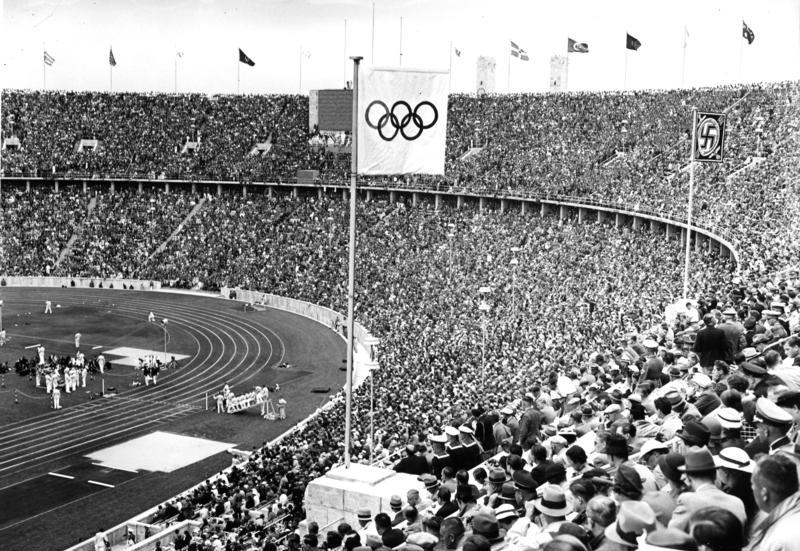
Olympische Spiele 1936, Olympiastadion Berlin

Der Zusammenhang von Sport und NS-Außenpolitik wurde in der Zeit des Dritten Reiches durch die Macht- und Herrschaftspolitik geprägt und beeinflusst. Die staatlichen Förderungen stiegen und die Außenpolitik veränderte die internationalen Sportbeziehungen. Der Grundgedanke des Sports bekam eine andere Bedeutung: sowohl Wettkampf als auch Erfolg wurden immer entscheidender für die Politik Deutschlands.

## Vergleich der internationalen Sportbeziehung
Nach Ende des Ersten Weltkrieges kam es bereits 1919 zu einer Aufwärtsentwicklung des Sports, vor allem im international orientierten Arbeitersport. Das 1. Deutsche Arbeiter Turn- und Sportfest wurde 1922 mit 15.000 ausländischen Gästen in Leipzig gefeiert. Unter ihnen auch Gäste aus Frankreich, Belgien und der USA. Die Deutsche Turnerschaft (DT) und der Deutsche Ruderverband (DRV) traten jeweils erst 1934 den internationalen Sportverbänden bei, was einen Vorwurf nationaler Ehrlosigkeit mit sich zog. Im Gegensatz dazu kam es im bürgerlichen Sport auf Vereinsebene 1920 zu internationalen Wettkämpfen. Im Unterschied zur ersten Nachkriegszeit dauerte es bis Mitte der 1950er-Jahre, ehe deutsche Sportler im internationalen Vergleich als gleichberechtigte Partner galten. Zu der Entwicklung des Sports nach 1945 gehört jedoch auch die Wiedereingliederung in die internationalen Sportverbände und die Wiederaufnahme des internationalen Sportbetriebs.

### Belastung durch personelle Kontinuität
Ländern wie Dänemark, Norwegen, den Niederlanden oder Belgien fiel es nach 1945 schwer zwischen Deutschland und deutschem Sport zu differenzieren. Der Grund dafür war die Nominierung von IOC-Mitglied und kommissarischem Reichssportführer Karl Ritter von Halt für die Leitung der deutschen NOK-Delegation. Dieser war zehn Jahre zuvor SA-Oberführer und Gefolgsmann des Reichssportführers Hans von Tschammer und Osten. Auch Carl Diem, Direktor des „Internationalen Olympischen Instituts“, war mit der olympischen Bewegung vertraut und wurde 1948 vom IOC-Vizepräsidenten Sigfrid Edström zu den Londoner Spielen eingeladen. Sowohl Diem als auch von Halt stellten sich öffentlich als unpolitische Staatsmänner dar. Guido von Mengden arbeitete trotz seiner früheren Tätigkeit als NSRL-Stabschef nun als Generalsekretär des Deutschen Sportbundes (1954–1963). Die nationalsozialistische Vergangenheit der NSRL-Funktionäre blieb teilweise ungeahndet. Gründe dafür können die motivierende Interessenidentität oder persönliche Beziehungen gewesen sein.

## Rolle des Sports in der NS-Diktatur
Für die internationale Ächtung des deutschen Sports sind mehrere Faktoren verantwortlich. Auf der einen Seite stehen die Grausamkeit des Nazi-Regimes und das allgemeine internationale Auftreten des deutschen Sports von 1933 bis 1945. Allerdings muss diesbezüglich auch die innere Verstrickung mit dem politischen System betrachtet werden. Dazu zählt der Ausschluss der Juden und Marxisten aus der Deutschen Turnerschaft und vielen Sportvereinen und -verbänden, die Auflösung der jüdischen Sportverbände Makkabi und Schild 1938, die Zerschlagung der Arbeitersportorganisationen, die Einführung des „Arierparagraphen“ und die Bekenntnis zum Wehrsport. Des Weiteren trugen der DFB, die DT oder der DRV zur Propaganda der nationalsozialistischen Weltanschauung bei. Außerdem tangieren diese innerstaatlichen Veränderungen das IOC nicht, da der Sport nach dessen Einschätzung „regelgerecht“ ablief.

### Sportförderung
Die Qualität der Sportpolitik repräsentierte sich zunächst durch die Medien und das Auftreten von Tschammer und Osten bei fast allen internationalen sportlichen Veranstaltungen. Staatliche Gelder flossen zum Teil in Fortbildungen und zentrale Lehrgänge, aber vor allem wurden die Gelder für Propagandaaktionen und symbolische Zwecke (Finanzierung der Olympiafilme, Ankauf der Statue des antiken Diskuswerfers von Myron etc.) genutzt. So wurden größere Reichszuschüsse für Großveranstaltungen ausgegeben, wie zum Beispiel das „Erste Deutsche Turn- und Sportfest“ in Breslau 1938 oder die „Studenten-Weltspiele“ in Wien 1939. Selbst bei der vorherrschenden Devisenknappheit wurden beispielsweise hohe Reisekosten für 1.200 ausländische Skisportler der dann ausgefallenen Olympischen Winterspiele übernommen. Dennoch wurde das „deutsche Modell“ der Sportförderung nach Ablauf der Olympischen Spiele 1936 international positiv aufgenommen. Die sportlichen Erfolge galten als Gradmesser der Leistungsfähigkeit.

## Entwicklung der internationalen Sportbeziehungen
Deutschland hatte sich durch die politisch motivierte Boykottaktion jüdischer Geschäfte am 1. April 1933 und dem Austritt aus dem Völkerbund am 19. Oktober 1933 außenpolitisch isoliert und befand sich somit in Bereichen der Kultur und Wirtschaft in einer kritischen Lage. Durch internationale Sportbeziehungen und Großveranstaltungen wie die Olympischen Spiele 1936 in Berlin sollten die Friedensliebe und Völkerverständigung suggeriert werden. Die Kontroverse war jedoch die Vortäuschung der Friedensspiele bei gleichzeitiger Kriegsvorbereitung. Hitlers Weltherrschaftspolitik mit der Lebensraumeroberung im Osten zog einige drastische Maßnahmen mit sich, welche durch die „Stählung des Volkskörpers“ und die Entwicklung von einer Volksgemeinschaft zur Wehrgemeinschaft, dem Sport einen hohen Stellenwert gaben. Dennoch sollte die Normalität des Sports nach außen getragen werden, was bei Fußball- oder Hockeyländerspielen im Jahr 1933 demonstriert werden konnte. Eine „Erziehung zum Kampf“ musste international isoliert ablaufen, wie es im Reichskuratorium für Jugendertüchtigung der Fall war, da sonst die Umgehung des Versailler Wehrpflichtverbots verdächtigt worden wäre.
Die zwischenstaatlichen Sportbeziehungen sind ein entscheidendes Indiz für die internationale Einbindung des Sports. In der nachfolgenden Tabelle wird der internationale Sportverkehr des Deutschen Reichs von 1920–1943 auszugsweise dargestellt. Folgende Sportarten wurden dabei berücksichtigt: Boxen, Eishockey, Fußball, Handball, Hockey, Leichtathletik, Radsport, Ringen, Schwimmen, Turnen, Wasserball.
| Jahr      | Verbündete Staaten des Dritten Reichs: Ung, Ital, Jap, Slow, Kroa | Westlich-demokratische Staaten: Fr, Benelux, Eng, Ir, USA, Can | Skandinavien o. Schweden: Dä, Nor, Fin, Is | Neutrale: Schwed, Schweiz | Östliche Nachbarn: Po, CSR, Est, Lett | Südosteurop. Staaten: Rum, Bul, Jugosla | Österreich | Span, Port und sonstige |
| --------- | ----------------------------------------------------------------- | -------------------------------------------------------------- | ------------------------------------------ | ------------------------- | ------------------------------------- | --------------------------------------- | ---------- | ----------------------- |
| 1920–1930 | 25                                                                | 63                                                             | 26                                         | 49                        | 7                                     | 1                                       | 18         | 3                       |
| 1932      | 2                                                                 | 8                                                              | 4                                          | 5                         | 3                                     | –                                       | 2          | 3                       |
| 1933      | 6                                                                 | 11                                                             | 2                                          | 3                         | 1                                     | –                                       | 1          | –                       |
| 1935      | 9                                                                 | 26                                                             | 10                                         | 16                        | 12                                    | 3                                       | 1          | 1                       |
| 1938      | 14                                                                | 35                                                             | 8                                          | 13                        | 11                                    | 2                                       | –          | 3                       |
| 1940      | 33                                                                | 1                                                              | 10 Dä, Fi                                  | 1                         | 2                                     | 3                                       | –          | –                       |

Anhand der Tabelle wird deutlich, dass die Zahl der Länderkämpfe mit den Jahren kontinuierlich stieg. Dennoch sind diese Zahlen nicht zurückzuführen auf bessere Kommunikation oder den Ausbau der Sportorganisation, sondern vielmehr auf die neue Stellung des Sports in der Außenpolitik. Der NS-Staat, unter der Führung von J. Goebbels, hat dem Sport eine spezielle Rolle zugewiesen. Sport sollte als Instrument zur Selbstdarstellung dienen und die Leistungsfähigkeit mit Überlegenheit der arischen Rasse präsentieren. Der Reichssportführer bezeichnete „seine“ Turner 1939 sogar als „außenpolitische Allzweckwaffe“.
Außerdem abzulesen ist, dass von 1920 bis 1930 die westlichen Nachbarn (Benelux-Staaten, Frankreich), die Neutralen (Schweiz, Schweden) und die nordischen Staaten (Dänemark, Norwegen, Finnland) 60 % der internationalen Begegnungen ausmachen. Der Hauptanteil dieser internationalen Beziehungen vergrößert sich sogar um 72 % (1935) und 1938 um 80 %. Der Sportverkehr intensivierte sich also vor allem mit den traditionellen Partnern aus der Weimarer Zeit.
Deutschland bleibt nichtsdestotrotz gefragter Mitspieler im internationalen Sport und bei Länderkämpfen. Entgegen der nationalen Gewalt und des staatlichen Terrors, gab es keinen Anlass den internationalen Sportverkehr zu unterbinden. Es wurde immer noch gutgläubig an die unpolitische Position des Sports geglaubt. Die Repräsentanz der deutschen Sportverbände im internationalen Vergleich war jedoch nicht hinreichend genug, sodass man stets versucht hat, die Stellung und Anzahl der Verbände zu erhöhen. Da selbst durch spendable Verteilung von Orden und großherzige Bedienung ausländischer Sportfunktionäre keine Verbesserung zu erkennen war, blieben die damit verbundenen Einflussmöglichkeiten aus.

## Der deutsche und internationale Sport im Zweiten Weltkrieg
Kurz vor Beginn des Zweiten Weltkrieges gab es eine gespaltene Haltung zum deutschen Sportverkehr. Einerseits sollte durch die Außenpolitik eine Expansion und Aggression hervorgerufen werden, andererseits versprach der Reichssportführer von Tschammer und Osten immerwährenden Frieden und Freundschaft. Gleich nach Kriegsbeginn verliert der Sport seine gehobene Stellung. Dennoch legte der Reichsaußenminister von Ribbentrop großen Wert auf internationalen Sportverkehr und die Fortführung von Wettkämpfen. Auch für die Führung des NSRL war der Zusammenhang zwischen Soldatentum (Krieg) und Sportlertum (Sport) unumgänglich. Reichssportführer von Tschammer und Osten erklärt den Sport „… als einen unerlässlichen Faktor der körperlichen, geistigen und seelischen Gesunderhaltung des Volkes im Kriege, … eine unerlässliche Voraussetzung für die Erziehung der Jugend zu Wehrkraft und Wehrwille“ (NS-Sport. vom 17. September 1939).
Es kam in den ersten 83 Tagen nach Kriegsbeginn zu 48 internationalen Begegnungen. In der Zeit vom 1. September 1939 bis zum 31. Dezember 1942 waren es insgesamt 247 offizielle Länderkämpfe. Seitens des deutschen Sports wurden dadurch, in den ersten drei Kriegsjahren, Stärke und Lebenskraft repräsentiert. Abgesehen von der Länderkampfsperre vom Juli bis September 1941 erreicht der Sportbetrieb fast Vorkriegsniveau (1941: 66 Länderkämpfe). Außerdem plädierte Diem 1941 für ein „Stadion der Zweihunderttausend“, da „Berlin der Mittelpunkt Europas, der Treffpunkt des Sports der Welt werden wird“.